# Psalm 6
Psalm 6 is een psalm uit Psalmen in de Hebreeuwse Bijbel en een psalm van David. Het is een van de boetepsalmen. Vanwege de vertroostende woorden aan het einde wordt deze psalm vaak als 'troostwoord' gebruikt in moeilijk situaties.